# Foveolocyathus
Foveolocyathus is een geslacht van koralen uit de familie van de Turbinoliidae.

## Soorten
- Foveolocyathus alternans (Cairns & Parker, 1992)
- Foveolocyathus kitsoni (Dennant, 1901)
- Foveolocyathus parkeri Cairns, 2004
- Foveolocyathus verconis (Dennant, 1904)